# El capitán de Loyola
El capitán de Loyola ist ein spanischer Spielfilm aus dem Jahr 1949 und hat Ignatius von Loyola, den Gründer des Jesuitenordens, zum Thema. Der Film wurde am 1. April 1949 in Spanien uraufgeführt.

## Handlung
Ignatius von Loyola, Spross  aus einem baskischen Adelsgeschlecht aus dem Königreich Navarra, rettet eine junge Frau vor einem Überfall von Straßenräubern. Wie sich herausstellt, handelt es sich bei der jungen Frau um die Infantin Catalina. Beide verlieben sich ineinander, doch ist ihre Liebe zum Scheitern verurteilt. Ignatius macht Karriere als Soldat und wird zum Capitán befördert.
Als er gemeinsam mit seiner Truppe Pamplona gegen die französischen Truppen verteidigt (Italienische Kriege), erleidet er eine schwere Verwundung am Bein. Während der Genesung wird er von den Erinnerungen an das Kriegsgrauen gequält. Auf dem Krankenlager beginnt er, sich mit den Lebensgeschichten von Jesus Christus sowie der Heiligen zu beschäftigen. Bald beschließt er, seinem bisherigen weltlichen Leben abzuschwören, und wendet sich dem Glauben zu. Im Kloster Montserrat betet er zur Jungfrau Maria und geht nach Manresa. Dort verbringt er einige Zeit als Büßer in einer Höhle.
Danach beginnt er eine Pilgerreise, während der er mehrere heilige Stätten besucht. Auf seiner Schiffsreise in das Heilige Land demonstriert er dem Besitzer des Schiffes während eines Sturms den Trost Gottes.
Nach seiner Pilgerreise beginnt er in Salamanca mit theologischen Studien. Dort gerät er ins Visier der Inquisition, wird aber freigesprochen.
Im Jahr 1534 legt er gemeinsam mit seinen Kommilitonen Peter Faber, Franz Xaver, Simão Rodrigues de Azevedo, Diego Laínez, Alfonso Salmerón und Nicolás Bobadilla in der Kapelle St. Denis am Pariser Montmartre ein Gelübde ab. Nachdem sich weitere Männer der Gemeinschaft angeschlossen haben, gibt diese sich wenige Jahre später den Namen „Gesellschaft Jesu“. Ignatius schreibt seine „Exercitia spiritualia“ zur Durchführung von Exerzitien. Währenddessen wird der Orden immer größer und begründet u. a. Schulen, Universitäten und Krankenhäuser.
Nach seinem Tod wird Ignatius von Loyola unter großer Anteilnahme bestattet.